# Trema politoria
Trema politoria är en hampväxtart som först beskrevs av Nathaniel Wallich och Jules Émile Planchon, och fick sitt nu gällande namn av Carl Ludwig von Blume. Trema politoria ingår i släktet Trema och familjen hampväxter. Inga underarter finns listade i Catalogue of Life.